# Paranormal Xperience 3D
Paranormal Xperience 3D è un film horror in 3D del 2011 diretto da Sergi Vizcaino e scritto da Daniel Padro.
È il primo film horror spagnolo ad essere interamente girato in 3D.

## Trama
Una studentessa di psichiatria di nome Angela, da sempre molto scettica nei confronti di tutto ciò che riguarda il paranormale, viene invitata dall'eccentrico e severo professore della sua università a recarsi, insieme ad altri studenti, nella città abbandonata di Whisper per verificare e investigare sulla presenza di entità maligne. Angela è costretta a ricredersi quando i fantasmi del suo passato entrano prepotentemente nel suo presente.

## Distribuzione
Il film è uscito nelle sale cinematografiche spagnole il 28 dicembre 2011 e in quelle italiane il 30 marzo 2012.